# Vergentie (geologie)
De vergentie is een begrip uit de structurele geologie, waarmee wordt aangegeven hoe een plooi georiënteerd is (ten opzichte van de windrichtingen). De term wordt vooral gebruikt bij gesteentes die een schistociteit hebben, dat zijn per definitie metamorfe gesteentes.
De vergentie is de richting in welke de antiform van de plooi waarin de kijker zich bevindt ligt; een noordwaartse vergentie is één waarin zich een antiform bevindt ten noorden van de kijker.
De vergentie kan bepaald worden door de relatie van sedimentaire lagen en schistociteit te bekijken. De schistociteit zal loodrecht op de primaire spanningsrichting richting staan, die de deformatie van het gesteente veroorzaakte. De sedimentaire gelaagdheid is geplooid en maakt daarom een hoek met de schistociteit. De vergentie staat in een ideale situatie loodrecht op de schistociteit. De vergentie is nu de richting waarheen de sedimentaire gelaagdheid "stijgt" ten opzichte van de schistociteit.
Omdat de meeste ontsluitingen slechts een twee dimensionaal beeld geven, kan de vergentie niet precies bepaald worden, tenzij een andere ontsluiting met een andere aansnede van het gesteente wordt gevonden.
Gesteentes waarin meerdere deformatiefases herkend kunnen worden hebben evenzovele vergentierichtingen, voor elke plooifase een.